# Festival Internacional de Cinema de Berlim 1966
A 16ª edição anual do Festival Internacional de Cinema de Berlim foi realizado entre os dias 24 de junho a 5 de julho de 1966. O Urso de Ouro foi concedido ao filme britânico Cul-de-sac, dirigido por Roman Polanski.

## Júri
As seguintes pessoas foram anunciados como jurados do festival:
- Pierre Braunberger (chefe do júri)
- Franz Seitz
- Emilio Villalba Welsh
- Khwaja Ahmad Abbas
- Pier Paolo Pasolini
- Lars Forssell
- Hollis Alpert
- Helmuth de Haas
- Kurt Heinz

## Filmes em competição
Os seguintes filmes competiram pelo prêmio Urso de Ouro:
| † | Vencedor do prêmio principal de melhor filme em sua seção |
| Título                       | Diretor(es)              | País           |
| ---------------------------- | ------------------------ | -------------- |
| Cul-de-sac                   | Roman Polanski           | Reino Unido    |
| Der Weibsteufel              | Georg Tressler           | Áustria        |
| Georgy Girl                  | Silvio Narizzano         | Reino Unido    |
| Jakten                       | Yngve Gamlin             | Suécia         |
| La caza                      | Carlos Saura             | Espanha        |
| Le stagioni del nostro amore | Florestano Vancini       | Itália         |
| Les Cœurs verts              | Édouard Luntz            | França         |
| Lord Love a Duck             | George Axelrod           | Estados Unidos |
| Masculin féminin             | Jean-Luc Godard          | França         |
| Nayak                        | Satyajit Ray             | Índia          |
| O fovos                      | Kostas Manoussakis       | Grécia         |
| O Padre e a Moça             | Joaquim Pedro de Andrade | Brasil         |
| Schonzeit für Füchse         | Peter Schamoni           | Alemanha       |
| The Group                    | Sidney Lumet             | Estados Unidos |
| Una questione d'onore        | Luigi Zampa              | França Itália  |

## Prêmios
Os seguintes prêmios foram concedidos pelo júri:
- Urso de Ouro: Cul-de-sac por Roman Polanski
- Urso de Prata de Melhor Diretor: Carlos Saura por La caza
- Urso de Prata de Melhor Atriz: Lola Albright por Lord Love a Duck
- Urso de Prata de Melhor Ator: Jean-Pierre Léaud por Masculin féminin
- Grande Prêmio do Júri: 
  - Jakten por Yngve Gamlin
  - Schonzeit für Füchse por Peter Schamoni
- Reconhecimento Especial: Nayak por Satyajit Ray
- Prêmio de Filme Juvenil
  - Melhor Curta-metragem: High Steel por Don Owen
  - Melhor Longa Metragem: Masculin féminin por Jean-Luc Godard
- Prêmio de Filme Juvenil – Menção Honrosa
  - Melhor Longa Metragem: Les Cœurs verts por Édouard Luntz
- Prêmio FIPRESCI
  - Le stagioni del nostro amore por Florestano Vancini
- Prêmio FIPRESCI – Menção Honrosa
  - Max Ophüls
- Prêmio Interfilm
  - Le stagioni del nostro amore por Florestano Vancini
- Prêmio Interfilm – Menção Honrosa
  - Masculin féminin por Jean-Luc Godard
- Prêmio OCIC
  - Georgy Girl por Silvio Narizzano
- Prêmio UNICRIT
  - Nayak por Satyajit Ray